# Église Saint-Eutrope des Salles-Lavauguyon
Pour les articles homonymes, voir Église Saint-Eutrope.
L'église Saint-Eutrope des Salles-Lavauguyon est une église catholique française du XIIe siècle située dans le département de la Haute-Vienne. L'édifice bénéficie d'un classement au titre des monuments historiques.

## Historique
De style roman, l'église date du XIIe siècle ; elle est placée sous la patronage de saint Eutrope de Saintes. Le chœur et le clocher latéral ont été ajoutés à la fin du XIIe siècle. Les murs intérieurs sont couverts de près de 200 m2 de fresques que l'on restaure par campagnes successives depuis 1986. L'église et son prieuré ont été classés monuments historiques en 1907.

## Les fresques
Les peintures datent probablement de la période 1160 à 1195 recouvrent les murs des bas-côtés et de la première travée de la nef. Sont représentés des scènes bibliques et le martyre de plusieurs saints. 

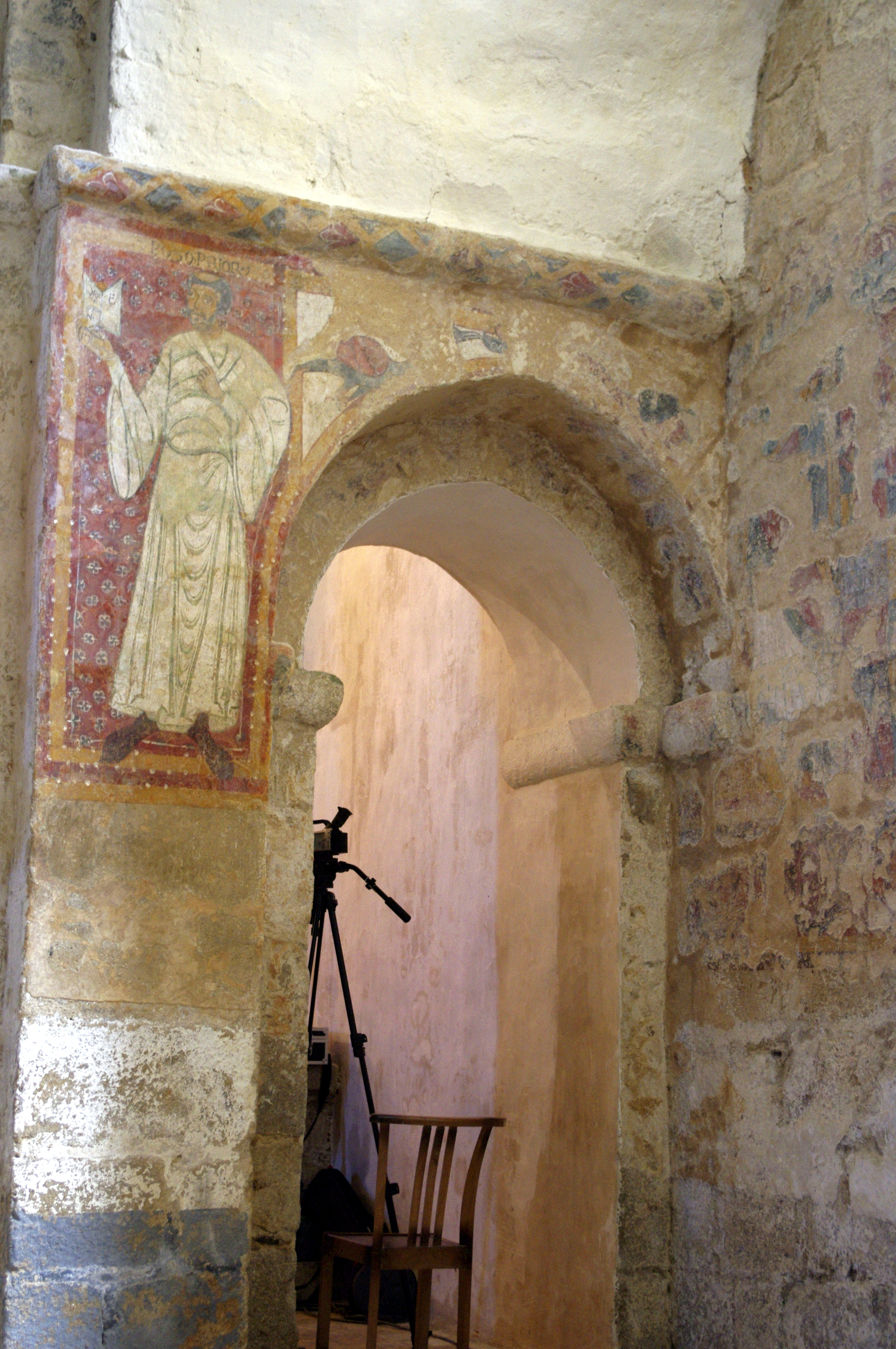
L'abbé Bozo
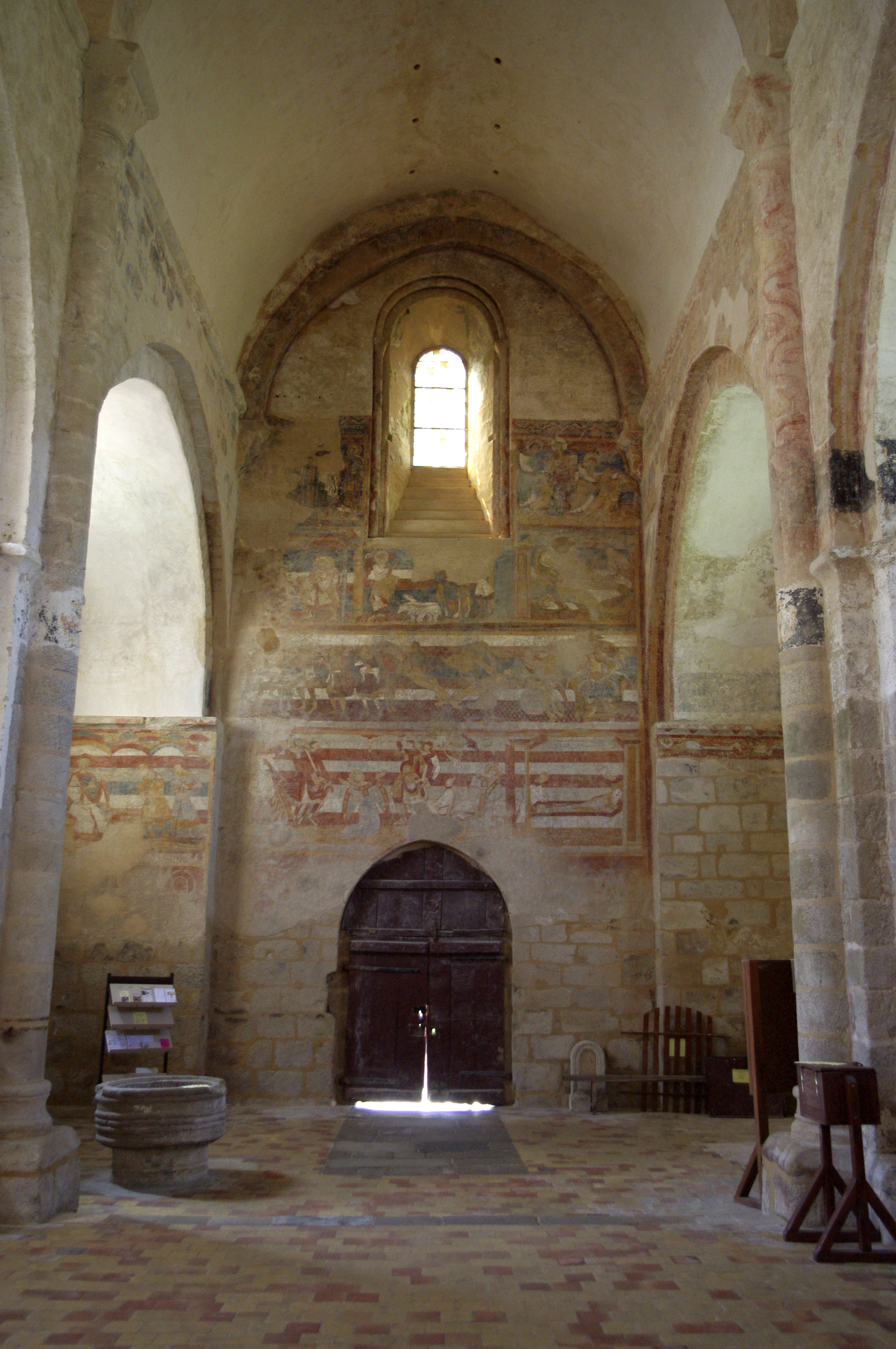
La façade entièrement peinte
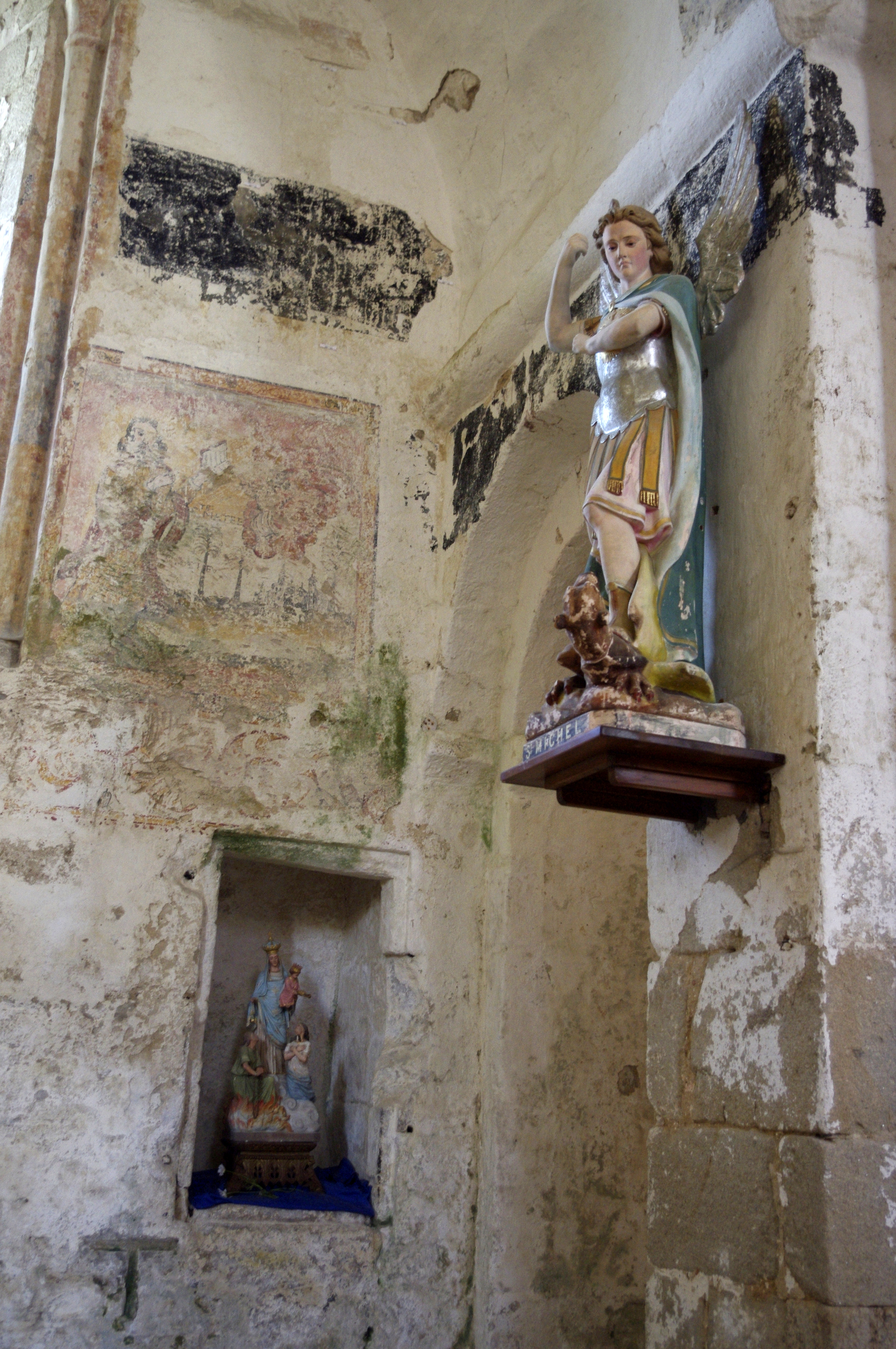
Fresques et statues plus récentes

## Le prieuré
Le prieuré a été construit au XIIe siècle pour héberger douze chanoines réguliers et comportait deux pièces, une salle commune et un dortoir.
L'ancien prieuré est aujourd'hui devenu l'accueil de l'église.

## Sources
1. ↑  Notice no PA00100498, sur la plateforme ouverte du patrimoine, base Mérimée, ministère français de la Culture
2. ↑  Camus Marie-Thérèse. Programme iconographique des peintures de Saint-Eutrope des Salles-Lavauguyou. In: Cahiers de civilisation médiévale. 33e année (n°130), avril-juin 1990. p. 133-152 (lire en ligne)
3. ↑  Notice no PA00100499, sur la plateforme ouverte du patrimoine, base Mérimée, ministère français de la Culture